# Włókno węglowe

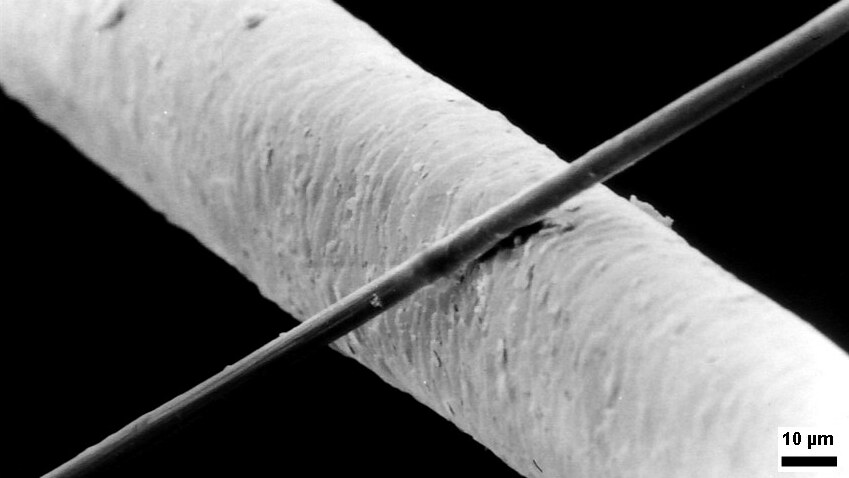
Porównanie włosa ludzkiego (jasny) i pojedynczej nici włókna węglowego

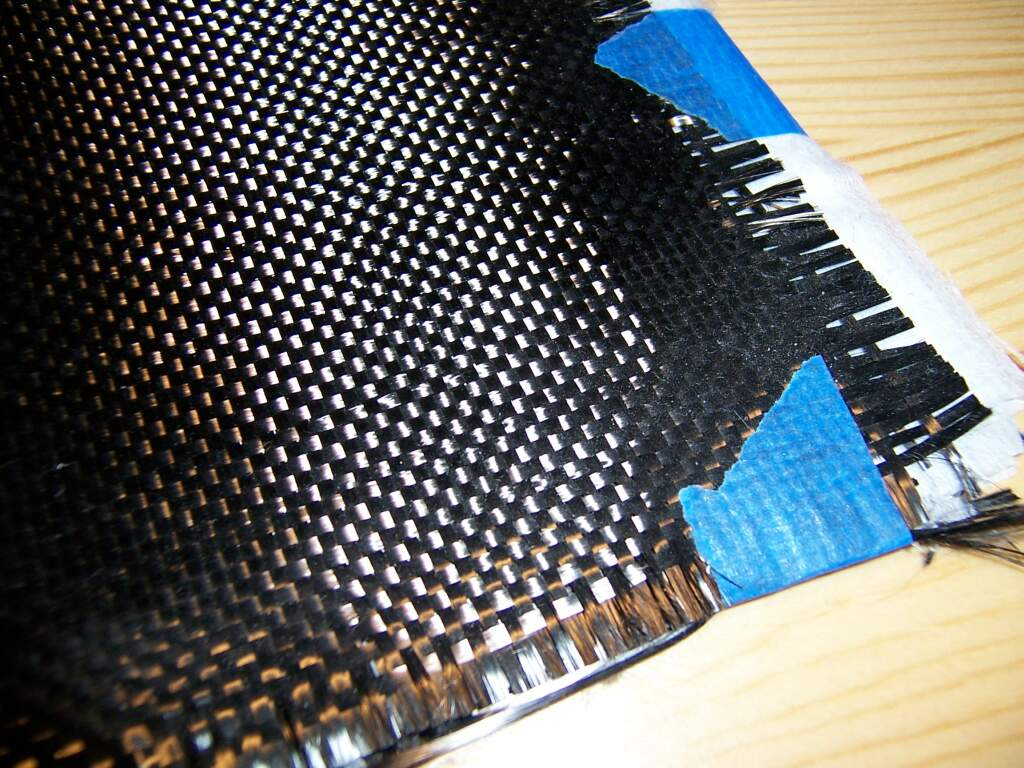
Tkanina z włókna węglowego

Włókno węglowe (włókno karbonizowane) – włókno powstające w wyniku kontrolowanej pirolizy poliakrylonitrylu i innych polimerów organicznych, składające się prawie wyłącznie z rozciągniętych struktur węglowych podobnych chemicznie do grafitu.
Ich wysoce zorganizowana struktura typu grafitu nadaje im dużą wytrzymałość mechaniczną i powoduje, że są one nietopliwe i odporne chemicznie. Są stosowane jako materiał konstrukcyjny w wielu laminatach. Dodatek włókien węglowych powoduje też wzmocnienie żagli jachtowych oraz powoduje polepszenie właściwości materiału, z którego wykonywane są namioty. 
Włókna węglowe dzieli się na dwa rodzaje:
- Właściwe włókna węglowe, które zawierają 80–98% węgla, ich grafitowa struktura jest słabo rozwinięta i mało zorientowana; włókna węglowe z poliakrylonitrylu mają moduł Younga E ok. 90 GPa, a wytrzymałość na rozciąganie Rm ok. 900 MPa.
- Włókna grafitowe zawierające ok. 99% węgla z dobrze wykształconą i zorientowaną grafitową strukturą krystaliczną; włókno grafitowe z poliakrylonitrylu (PAN) mają moduł E ok. 420 GPa i wytrzymałość Rm ok. 2500 MPa[potrzebny przypis].

## Otrzymywanie
Włókna prekursora PAN tworzone są z roztworów przędzalniczych. Na dyszę przędzalniczą posiadającą wiele niewielkich kapilar wytłaczany jest skoncentrowany roztwór prekursora. Wychodzący z kapilar prekursor jest chłodzony oraz zestala się. Pożądana jest średnica włókna prekursora wynosząca około 10–15 μm. Ponadto włókno prekursora powinno charakteryzować się dużą zawartością węgla, co gwarantuje uzyskanie włókna węglowego o średnicy wynoszącej około 7 μm i zawartości węgla wynoszącej powyżej 90%.

## Zastosowania
Włókno węglowe stosowane jest coraz częściej w przemyśle jako zbrojenie laminatów opartych na żywicach epoksydowych wysokiej jakości. Stosowane jest szczególnie tam gdzie wymagana jest wysoka wytrzymałość produktu w połączeniu z małym ciężarem. Przykładowo przemysł energetyczny wykorzystuje takie laminaty do produkcji łopat elektrowni wiatrowych, w przemyśle lotniczym do wytwarzania śmigieł i komponentów wzmacniających strukturę kadłuba i skrzydeł, w produkcji jachtów do elementów szczególnie narażonych na duże obciążenia jak stery, miecze, maszty, kadłub, a nawet jako wzmocnienie żagli, w przemyśle sportowym (rowery, wędki, łuki sportowe, podeszwy obuwia). Od dawna materiał ten stosowany jest w dziedzinie sportów ekstremalnych, pojazdy Formuły 1 zbudowane są w dużej mierze z kompozytów zawierających włókna węglowe.
Laminaty i materiały kompozytowe oparte na włóknach węglowych bywają nazywane żargonowo karbonami.